# Sphaerodactylus nigropunctatus
Sphaerodactylus nigropunctatus — вид геконоподібних ящірок родини Sphaerodactylidae. Мешкає в Кубі та на Багамських Островах.

## Підвиди
Виділяють одинадцять підвидів:
- Sphaerodactylus nigropunctatus alayoi (Grant, 1959);
- Sphaerodactylus nigropunctatus atessares Thomas & Schwartz, 1966;
- Sphaerodactylus nigropunctatus decoratus Garman, 1888;
- Sphaerodactylus nigropunctatus flavicauda Barbour, 1904;
- Sphaerodactylus nigropunctatus gibbus Barbour, 1921;
- Sphaerodactylus nigropunctatus granti Thomas & Schwartz, 1966;
- Sphaerodactylus nigropunctatus lissodesmus Thomas & Schwartz, 1966;
- Sphaerodactylus nigropunctatus nigropunctatus Gray, 1845;
- Sphaerodactylus nigropunctatus ocujal (Thomas & Schwartz, 1966);
- Sphaerodactylus nigropunctatus porrasi Schwartz, 1972;
- Sphaerodactylus nigropunctatus strategus Thomas & Schwartz, 1966.

## Поширення і екологія
Sphaerodactylus nigropunctatus широко поширені на Багамських островах та на Кубі, зокрема на сусідніх островах Сабана-Камагуей і Кайос-Бальєнатос. Вони живуть в ксерофітних і широколистяних лісах, в прибережних чагарникових заростях, серед опалого листя, трапляються поблизу людських поселень. Відкладають яйця.